# Логографска писменост
Йероглиф пренасочва насам.  За древноегипетските символи вижте Египетски йероглиф.
Логограма или логограф това е графема, която изразява цяла дума или морфема (най-малката значеща единица в езика), за разлика от фонограмата, която представя фонеми (най-малката звуково неделими частици от състава на думата) или срички.
Логографическа писменост се нарича такава писмена система, при която графемите служат за обозначаване на отделни думи. Това прави тази категория писмености различна от сричковите и звуковите писмености, при които графемите обозначават съответно отделни срички или звукове. Названието логографически идва от гръцките логос – дума и графос – пиша.
Логограмите са популярни също като „идеограми“ или „йероглифи“. Строго погледнато, идеограмите директно представят идеи вместо думи или морфеми и нито една от описаните тук логографически системи не са истински идеографични.

## История и разпространение
Най-старите познати човешки писмености са били именно логографически: древноегипетските писмености, шумерският клинопис и писмото на маите са примери. Китайската писменост, заедно с възникналите под нейно влияние японски канджи, са двете използвани днес системи от този тип.

## Особености
Използването на различна графема за всяка отделна дума от даден език би направило логографическата писмена система далеч от способна да поеме нуждите на всекидневната писмена комуникация. Ето защо огромната част от съществувалите логографически писмености също така предоставят възможност за обозначаване на звукове, или по-често, на срички. Например, в древноегипетските писмености част от логограмите са били използвани и за обозначаване на съгласни звукове.